# Jean Delannoy
 (décembre 2022).
Pour les articles homonymes, voir Delannoy.
Ne doit pas être confondu avec Jean Delabroy.
Jean Delannoy est un réalisateur et scénariste français, né le 12 janvier 1908 à Noisy-le-Sec (Seine-et-Oise) et mort le 18 juin 2008 à Guainville (Eure-et-Loir).

## Biographie

### Origines
Jean François Henri Delannoy naît en 1908 à Noisy-le-Sec, en Seine-et-Oise, aujourd’hui en Seine-Saint-Denis.
Bien qu’il soit né en banlieue parisienne, sa famille est originaire de Haute-Normandie. Il est protestant, descendant de huguenots, dont certains ont fui le pays pendant les guerres de Religion et se sont installés en Wallonie. Par la suite, leur nom a été transformé en « De la Noye » puis « Delano », notamment pour ceux qui ont émigré à Plymouth, dans le Massachusets.

### Carrière
Jean Delannoy est  étudiant à Paris quand il commence à jouer dans des films muets. Il finit par décrocher un emploi dans les installations parisiennes des studios Paramount, où il gravit les échelons jusqu’à devenir monteur. En 1934, il réalise son premier film et entreprend une longue carrière d’écriture et de réalisation. En 1946, son film sur un pasteur protestant intitulé La Symphonie pastorale reçoit la Palme d’or au Festival de Cannes. En 1960, son film, Maigret tend un piège, est nommé aux BAFTA pour le prix de « Meilleur film de toute origine ». En reconnaissance de ses longs états de service dans l’industrie cinématographique française, Delannoy reçoit en 1986 un César d'honneur.

### Nature de son œuvre
Jean Delannoy a réalisé ses films les plus significatifs sous un patronage littéraire. Réalisateur de plusieurs mélodrames, il a déjà connu le succès, notamment avec Pontcarral, colonel d'Empire (1943), lorsqu'il put réaliser L'Éternel Retour (1943), avec la collaboration de Jean Cocteau. Plus tard, ce dernier adapte pour lui La Princesse de Clèves (1961).
Au classicisme un peu froid de La Symphonie pastorale (1946), de Les jeux sont faits (d'après un scénario de Jean-Paul Sartre, 1947) ou de Maigret tend un piège (1958) ont succédé nombre de films académiques qui ont conduit leur réalisateur vers la télévision à partir de 1976, puis à tourner une trilogie : Bernadette (1988), La Passion de Bernadette (1990) et Marie de Nazareth (1995). Le réalisateur fut souvent qualifié de représentant de la qualité française.
Jean Delannoy est aussi connu pour ses films en costumes, dits « de cape et d'épée ».

### Vie privée
Le 1er juin 1938, Jean Delannoy épouse Juliette Geneste, avec qui il a une fille, Claire, née le 28 juin 1941.
Le 12 janvier 2008, il fête ses 100 ans, et devient le doyen des cinéastes français, ayant connu l'âge d'or du cinéma français des années 1930 à 1940, et ayant commencé sa carrière aux débuts du cinéma parlant, à partir de la fin des années 1920.

### Mort
Jean Delannoy est mort chez lui à Guainville, en Eure-et-Loir le 18 juin 2008,, à l'âge de 100 ans. Il est inhumé au cimetière communal.

## Hommage
Un musée lui est consacré dans la ville de Bueil (département de l'Eure), tenu par sa fille Claire Delannoy. Il résume sa carrière et toutes ses collaborations autour d'expositions et de scénarios réhabilités.

## Filmographie

### Réalisateur
- 1934 : Paris-Deauville
- 1934 : Une vocation irrésistible (moyen métrage)[a]
- 1937 : Ne tuez pas Dolly (moyen métrage)[b]
- 1937 : La Vénus de l'or
- 1937 : Tamara la complaisante
- 1941 : Le Diamant noir[c]
- 1942 : Fièvres
- 1942 : Macao, l'enfer du jeu
- 1942 : L'Assassin a peur la nuit[d]
- 1942 : Pontcarral, colonel d'Empire
- 1943 : L'Éternel Retour
- 1944 : Le Bossu
- 1945 : La Part de l'ombre[c]
- 1946 : La Symphonie pastorale[c]
- 1947 : Les Jeux sont faits[c]
- 1948 : Aux yeux du souvenir[c]
- 1949 : Le Secret de Mayerling[c]
- 1950 : Dieu a besoin des hommes
- 1951 : Le Garçon sauvage
- 1952 : La Minute de vérité[c]
- 1953 : La Route Napoléon[c]
- 1954 : Destinées - segment « Jeanne »
- 1954 : Secrets d'alcôve (Il Letto) - segment « Le Lit de la Pompadour »[c]
- 1954 : Obsession[c]
- 1955 : Chiens perdus sans collier[c]
- 1956 : Marie-Antoinette reine de France[c]
- 1956 : Notre-Dame de Paris
- 1958 : Maigret tend un piège[c]
- 1959 : Guinguette
- 1959 : Maigret et l'Affaire Saint-Fiacre[c]
- 1960 : Le Baron de l'écluse[c]
- 1960 : La Française et l'Amour - segment « L'Adolescence »
- 1961 : La Princesse de Clèves[c]
- 1961 : Le Rendez-vous[c]
- 1962 : Vénus impériale (Venere imperiale)[c]
- 1964 : Les Amitiés particulières
- 1965 : Le Majordome
- 1965 : Le Lit à deux places, film à sketches (épisodes Le Berceau et La Répétition)
- 1966 : Les Sultans[c]
- 1967 : Le Soleil des voyous[c]
- 1970 : La Peau de Torpédo[c]
- 1972 : Pas folle la guêpe
- 1976 : Le Jeune Homme et le Lion, téléfilm
- 1978 : Histoire du chevalier Des Grieux et de Manon Lescaut, feuilleton télévisé en six épisodes
- 1979 : Les Grandes Conjurations : Le Coup d'État du 2 décembre, épisode d'une série télévisée
- 1980 : L'Été indien, téléfilm
- 1981 : Frère Martin (La justice de Dieu, La justice du Pape), téléfilm en deux parties
- 1983 : Le Crime de Pierre Lacaze, téléfilm en deux parties
- 1987 : L'Énigmatique Monsieur S. ou Tout est dans la fin, téléfilm[c]
- 1988 : Bernadette[c]
- 1989 : La Passion de Bernadette (+ scénariste) (suite du film précédent, n'a visiblement été distribué qu'à Lourdes)
- 1990 : Le Gorille, série télévisée - épisode : « Le Gorille compte ses abattis »
- 1995 : Marie de Nazareth[c]

### Assistant réalisateur
- 1936 : Club de femmes de Jacques Deval
- 1938 : Le Paradis de Satan de Félix Gandéra

### Monteur
- 1932 : Le Fils improvisé de René Guisart
- 1933 : Le Père prématuré de René Guisart
- 1935 : Tovaritch de Jacques Deval
- 1937 : Feu ! de Jacques de Baroncelli

### Acteur
- 1927 : Miss Helyett de Georges Monca et Maurice Kéroul
- 1928 : La Grande Passion d'André Hugon : Patrick Bush, étudiant et joueur de rugby britannique
- 1934 : Casanova de René Barberis

Témoignage
- 2005 : Mémoires du cinéma français documentaire d'Hubert Niogret : lui-même

## Publications
- Aux yeux du souvenir : bloc-notes 1944-1996, Paris, Les Belles lettres, 1998, 310 p. (ISBN 978-2-251-44130-6, OCLC 39674887)
- Enfance, mon beau souci, Paris, A fleur de peau NM7, 2002, 185 p. (ISBN 978-2-913973-35-0, OCLC 51476613)

## Distinctions

### Récompenses
- 1946 : Grand Prix au Festival de Cannes pour La Symphonie pastorale
- 1986 : César d'honneur pour l'ensemble de sa carrière

### Décorations
- Grand officier de la Légion d'honneur (1990, commandeur en 1984)[5]
- Grand-croix de l'ordre national du Mérite (1996, grand-officier en 1980)[6]
- Commandeur de l'ordre des Arts et des Lettres